# سلین ناف
سلین ناف (زادهٔ ۲۵ ژوئن ۲۰۰۵) یک تنیس‌باز سوئیسی است.او دارای رنکینگ حرفه ای دبلیو تی ای در رتبه ۱۶۵ جهان در مسابقات انفرادی است، که آن نیز هم در تاریخ ۲۶ ژوئن ۲۰۲۳ و شماره ۴۴۰ در مسابقات تنیس دونفره کسب نموده که همچنین آن هم در تاریخ ۲۶ ژوئن ۲۰۲۳ نیز به آن تعلق گرفت. ناف تاکنون پنج عنوان در مسابقات تنیس انفرادی و همچنین دو  عنوان در مسابقات تنیس دونفره در پیست جهانی آی تی اف کسب نموده.

## حرفه

### ۲۰۲۲
ناف در مارس ۲۰۲۲ نخستین فینال خود را در المنستیر، تونس بازی کرد و بعد از آن مسابقه پیروز شد. بعد از آن او در اکتبر ۲۰۲۲، در هر دو مسابقه تنیس انفرادی و دونفره در رنس، فرانسه قهرمان می شود. یک هفته بعد، ناف یک عنوان در مسابقه تنیس انفرادی دیگر را در شربورگ آن کوتنتین، فرانسه با مغلوب کردن ایرنه بوریلو اسکوریوئلا در فینال کسب نمود.